# Подроје
Подроје (словен. Podroje) је насељено место у општини Шмартно при Литији, Средњесловенска регија, Словенија.

## Историја
До територијалне реорганизације у Словенији биле су у саставу старе општине Литија.

## Становништво
У попису становништва из 2011. године, Подроје су имале 135 становника.
| Број становника према пописима | Број становника према пописима | Број становника према пописима |
| ------------------------------ | ------------------------------ | ------------------------------ |
| 1991                           | 2002                           | 2011                           |
| 85                             | 118                            | 135                            |